# Кулиш, Савва Яковлевич
Са́вва Я́ковлевич Кули́ш (17 октября 1936, Одесса — 9 июня 2001, Ярославль) — советский и российский кинорежиссёр, сценарист, оператор. Народный артист Российской Федерации (1995).

## Биография
Родился 17 октября 1936 года в Одессе, где его отец Яков Кулиш работал оператором.
В 1959 году окончил операторский факультет ВГИКа, в 1968 году — режиссёрское отделение театрального училища им. Щукина (курс Б. Е. Захавы).
В 1959—1960 оператор Центрального телевидения, киностудии «Мосфильм». Прошёл режиссёрскую стажировку на фильме М. И. Ромма «Обыкновенный фашизм». С 1967 года режиссёр киностудии «Мосфильм». Дебютировал документальным фильмом «Последние письма» (1966), снятым совместно с Харри Стойчевым (художественным руководителем выступил М. И. Ромм). Первым игровым фильмом стал созданный в 1968 году «Мёртвый сезон».
В Театре киноактёра Савва Кулиш поставил в 1976 году спектакль «Чудо Святого Антония» М. Метерлинка; новаторство постановки заключалось в том, что театральные сцены перемежались с кинематографическими на экране.
Снялся в 1990 году в фильме Евгения Евтушенко «Похороны Сталина».
1 июня 2001 года у Кулиша случился тяжёлый инсульт. 9 июня он умер, не приходя в сознание. Похоронен в Москве на Троекуровском кладбище.
Жил в Москве на Васильевской улице, д. 7, и на улице Черняховского, д. 5.

## Семья
Жена — Варвара Алексеевна Арбузова-Кулиш, продюсер, дочь драматурга Алексея Арбузова.

## Признание и награды
- заслуженный деятель искусств РСФСР (1984).
- народный артист Российской Федерации (1995)[2]
- В 1997 году выбран председателем жюри VII МКФ «Послание к человеку».

## Фильмография

### Режиссёр
- 1966 — Последние письма (короткометражный документальный фильм, сорежиссёр с Харри Стойчевым)
- 1968 — Мёртвый сезон
- 1971 — Комитет девятнадцати
- 1979 — Взлёт
- 1982 — Сказки… сказки… сказки старого Арбата
- 1988 — Трагедия в стиле рок
- 1994 — Железный занавес
- 1998 — документальный цикл «100 фильмов о Москве» (к 850-ти летию Москвы)
- 2001 — документальный цикл «Прощай, XX век! Прости…» из 12 фильмов

### Сценарист
- 1971 — Комитет девятнадцати
- 1976 — Развлечение для старичков
- 1982 — Сказки… сказки… сказки старого Арбата
- 1986 — Фуэте
- 1987 — Дикие лебеди
- 1988 — Трагедия в стиле рок
- 1994 — Железный занавес

### Оператор
- 1958 — Из пепла (фильм-спектакль)
- 1959 — Особый подход
- 1961 — История с пирожками
- 1961 — Совершенно серьёзно (киноальманах)
- 1962 — Половодье